# ADL-5859
ADL-5859（也称作化合物20）是一种含氮有机化合物，分子式C
24H
28N
2O
3，可用作δ-阿片受体的选择性激动剂。